# Line of sight
「Line of sight」（ライン・オブ・サイト）は、SCANDALの28枚目のシングル。2023年5月10日にColourful Records内のプライベートレーベル『her』から発売された。

## 概要
前作『one more time』から約1年9か月ぶりのリリース。
表題曲である「Line of sight」は、BANDAIのアーケードゲーム『機動戦士ガンダム アーセナルベースLINXTAGE』の主題歌として書き下ろされた。またCD発売に先駆けて、2023年3月15日に配信で先行リリースされている。
フィジカルは5月10日に、CDと「機動戦士ガンダム アーセナルベース」オリジナル・デザイン バンダイナムコパスポートが付属する『完全生産限定盤』（VIZL-2182）、「Line of サイトシーイング」（メンバー達がドライブしている映像）を収めた初回BD盤（VIZL-2183）、初回BD盤と同内容の初回DVD盤（VIZL-2184）、CDのみの通常盤（VICL-37673）の4形態で発売された。

## 収録曲
1. Line of sight [3:36]
作詞：RINA
作曲：MAMI
編曲：川口圭太
2. Vision [3:30]
作詞・作曲：RINA
編曲：西川響